# (1843) Jarmila
(1843) Jarmila – planetoida z pasa głównego asteroid okrążająca Słońce w ciągu 4,32 lat w średniej odległości 2,65 au Odkryta 14 stycznia 1972 roku w obserwatorium w Bergedorfie przez Luboša Kohoutka. Nazwa planetoidy pochodzi od imienia matki odkrywcy i została nadana z okazji jej 70. urodzin.